# Duiliu Sfințescu
Duiliu Sfințescu (n. 1910 - d. noiembrie 2002, Paris) a fost un profesor universitar de arhitectură român, membru al Mișcării Legionare. În perioada 1936–1938, Duiliu Sfințescu a fost administratorul Condicii de grade, prin care era administrată conferirea gradelor legionare.

## Activitatea profesională
După cel de-al Doilea Război Mondial s-a stabilit în Franța unde a practicat arhitectura. A fost directorul departamentului de cercetare al Centre Technique Industriel de la Construction Métallique - C.T.I.C.M. din Saint-Rémy-lès-Chevreuse, în apropiere de Paris, precum și președintele publicației trimestriale Construction métallique editată de acest centru de cercetare. Între 1976-1979 a fost președintele organizației profesionale „Consiliul Clădirilor Înalte și al Habitatului Urban⁠(en)[traduceți]” (Council on Tall Buildings and Urban Habitat), ocupând apoi alte funcții de conducere până în 1995.
Duiliu Sfințescu a fost delegat permanent la UNESCO și președinte al Comisiei „Reducerea dezastrelor”. Activitatea sa profesională a fost recunoscută prin acordarea titlui de Doctor Honoris Causa de către Universitatea Tehnică din Aachen (Rheinisch-Westfälische Technische Hochschule Aachen)⁠(en)[traduceți] (1973) și Institutul de Construcții București (1992).
În volumul omagial publicat cu ocazia aniversării a 70 de ani, Duiliu Sfințescu a fost caracterizat de Constantin Noica drept „un tip de intelectual specific secolului XX: homo planetarius, cel care are patria peste tot și creează pentru toți”.

## In memoriam
- Robert Auzelle, Guy Valbert, Duiliu Sfintesco: l'ingénieur et l'homme (volume offert à Duiliu Sfintesco à l'occasion de son 70ème anniversaire), Impr. nouvelle, 1981, ISBN 9782903600006, 430 pagini
- Andrei-Iustin Hossu, Memorial Duiliu T. Sfințescu, Criterion Publishing, 2005, ISBN 9789738717480, 146 pagini
- Demostene Nacu, „La moartea lui Duiliu SFINȚESCU. În pragul și lumina erei simfonice” Arhivat în 19 august 2008, la Wayback Machine., Buletinul Bisericii Ortodoxe Române din Paris, Anul XXXX, Nr.9, decembrie 2002

## Publicații
- Duiliu Sfintesco, Stability of Metal Structures: a World View, American Institute of Steel Construction, 1982
- ***, Fire Safety in Tall Buildings, Council On Tall Buildings and Urban Habi, Duiliu Sfintesco, Charles Scawthorn, Joseph Zicherman Editors, McGraw-Hill Professional Publishing, 1992, ISBN 9780070125315, 348 pagini
- ***, Din luptele tineretului român (1919-1939). Culegere de texte sub îngrijirea lui Duiliu Sfințescu, Editura Fundației Buna Vestire, 1993
- Duiliu T. Sfințescu, Răspuns la întrebările tinerilor care doresc tot adevărul despre mișcarea legionară Arhivat în 9 noiembrie 2013, la Wayback Machine., (București: Ed. Crater, 1996)